# Mycosphaerella dearnessii
Mycosphaerella dearnessii är en svampart som beskrevs av M.E. Barr 1972. Mycosphaerella dearnessii ingår i släktet Mycosphaerella och familjen Mycosphaerellaceae.   Inga underarter finns listade i Catalogue of Life.